# 城山台 (田辺市)
城山台（しろやまだい）は、和歌山県田辺市の町丁。2020年3月末現在の人口は698人。郵便番号は646-0217。

## 地理
田辺市中心部から東北東、左会津川の中流域にある新興住宅地。北と西と南で下三栖、東と南で新庄町に接する。
下三栖および新庄町の一部が土地開発に伴い分離して成立した地域である。新庄町方面との地域的繋がりはほとんどないため、三栖地区の一部として扱われることが多い。

## 歴史
元々は下三栖と新庄町の境にある山林であったが、田辺市土地開発公社により1997年から大規模造成が行われる。費用は51億円。造成面積は23ヘクタール（宅地6.4ヘクタール、企業団地4ヘクタール）。

### 沿革
- 1997年（平成9年） - 田辺市土地開発公社による開発が開始。
- 2000年（平成12年）8月1日 - 田辺市下三栖および田辺市新庄町から城山台が分離[3]。
- 2000年（平成12年）9月 - 造成完了。272区画が宅地として分譲開始。
- 2003年（平成15年）4月 - 三栖小学校への通学距離の長さやスーパーマーケットなどの商業施設への遠さなどがネックとなり、宅地が販売不振に陥ったため価格引き下げ。
- 2006年（平成18年）4月 - 二度目の価格引き下げ。
- 2008年（平成20年）6月 - 三栖小学校・衣笠中学校への通学距離短縮のため、当地区から下三栖の填田地区（隧道橋東詰交差点）までの直通道路が開通。
- 2011年（平成23年）4月 - 三度目の価格引き下げ。
- 2012年（平成24年） - 東日本大震災による高台人気の影響で、2006年以来の宅地販売件数の二桁達成。

## 市内局番
田辺市においては、1964年に編入された旧牟婁町にあたる地区は、「3」から始まる市内局番が通常であったが、城山台の市内局番は市街地同様に「2」から始まるものとなっている。

## 交通

### 鉄道・バス
地区内を通る鉄道やバスはない。

### 道路
田辺市道が地区内を縦貫し、下三栖の岩屋谷地区と填田地区で南紀広域農道に接続している。

## 施設
- 田辺市立城山台学校給食センター
- 児童養護施設ひまわり寮
- 介護老人保健施設 田辺すみれ苑
- EH製菓 和歌山工場